# Coll de Portell
La Collada o Coll de Portell és una collada situada a 1.640,8 metres a l'interior del terme comunal d'Aiguatèbia i Talau, de la comarca del Conflent, a la Catalunya del Nord.
És al sud-oest del poble de Talau i al sud del d'Aiguatèbia, a la zona central - oriental del terme comunal.
En el coll hi ha, o hi havia, l'Arca de la Portella.